# Daphnis et Eglé

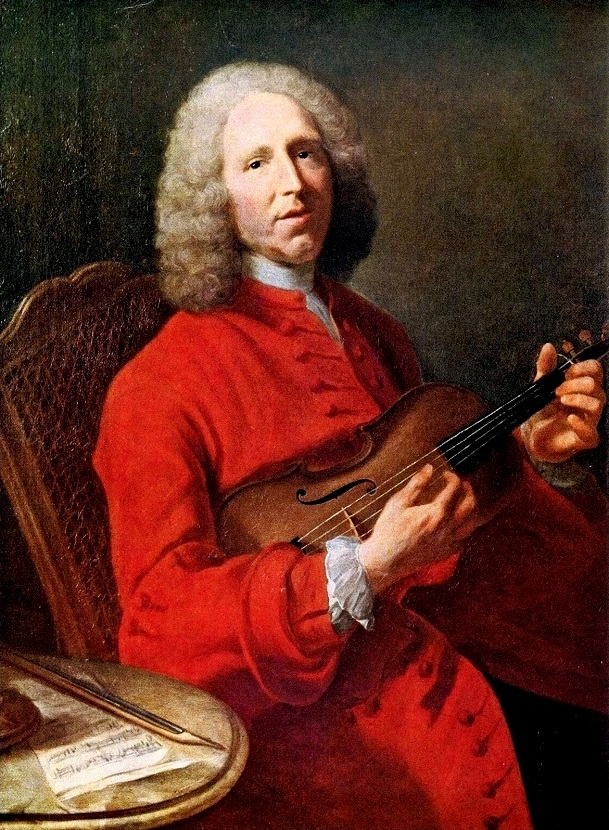
Jean-Philippe Rameau

Daphnis et Eglé var en opera (pastorale héroïque) i en akt med musik av Jean-Philippe Rameau och libretto av Charles Collé.

## Historia
Operan var tänkt att uppföras inför kung Ludvig XV av Frankrike och hans hov i slottet i Fontainebleau men generalrepetitionen 30 oktober 1753 gick så dåligt att premiären ställdes in och operan kom aldrig att framföras publikt. 

## Personer
- Daphnis, en herde (haute-contre)
- Eglé, en herdinna (sopran)[1]
- Le Grand Prêtre du Temple de l'Amitié (Översteprästen i Vänskapens tempel) (bas)
- L'Amour (Cupido) (sopran)

## Handling
Daphnis och Eglé tror att de bara är vänner och blir förvånade när de utesluts från Vänskapens tempel. Men Cupido påvisar deras riktiga känslor och templet förvandlas till Kärlekens tempel där de blir hjärtligt mottagna.